# Dorfkirche Ruhlsdorf (Teltow)

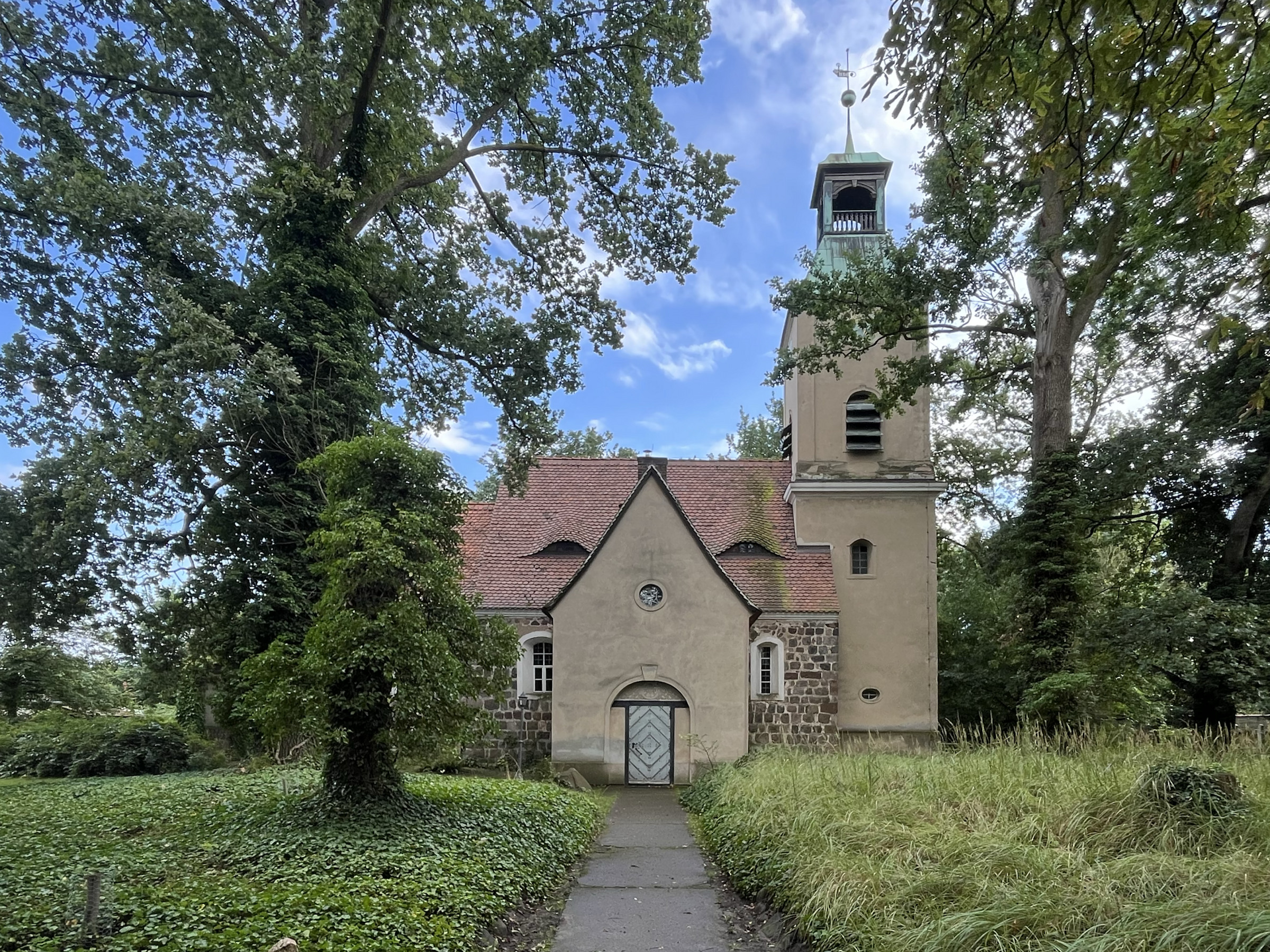
Dorfkirche in Ruhlsdorf

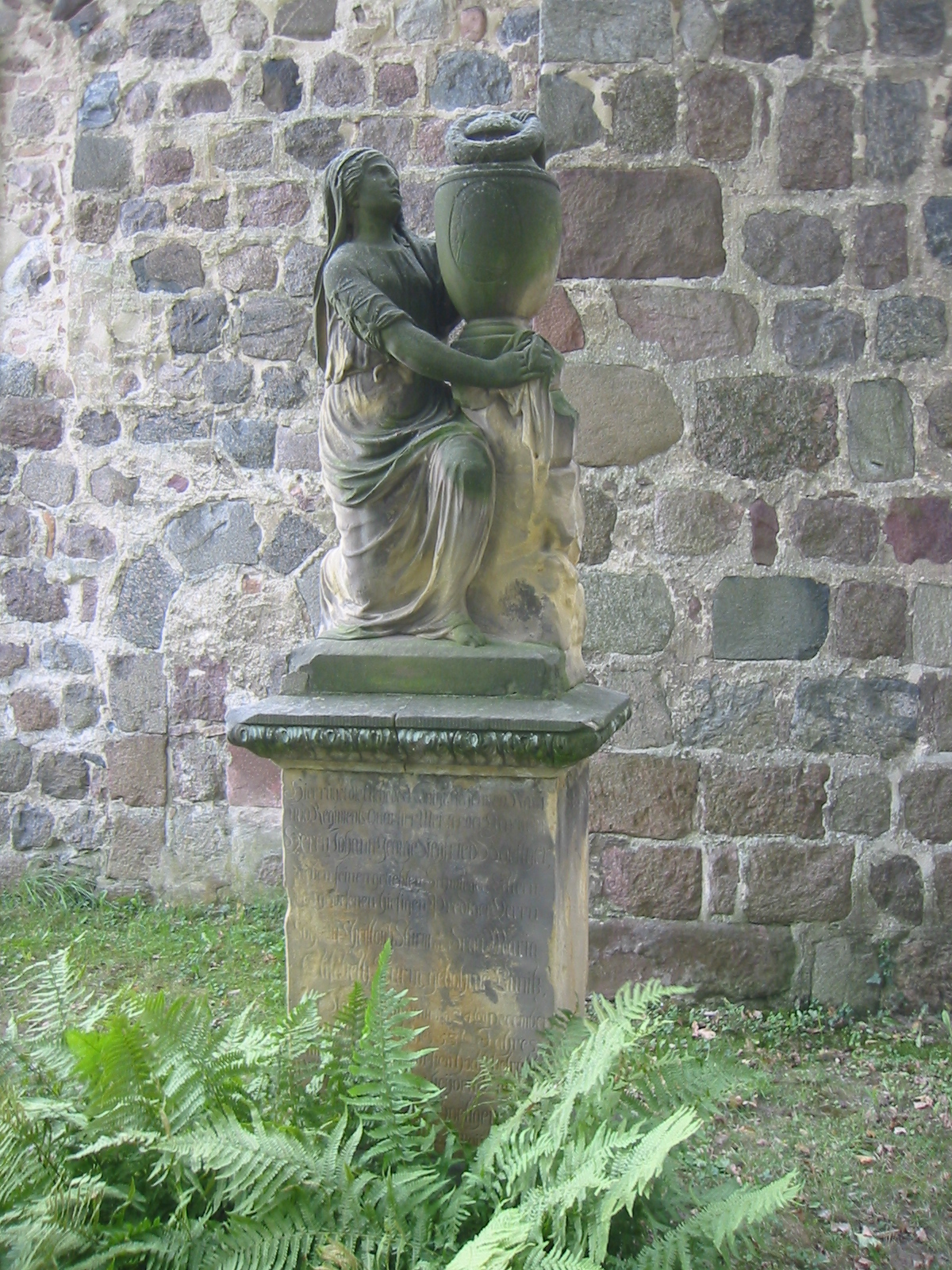
Grabmal von Joh. Siegfried Boettger und seinen Schwiegereltern

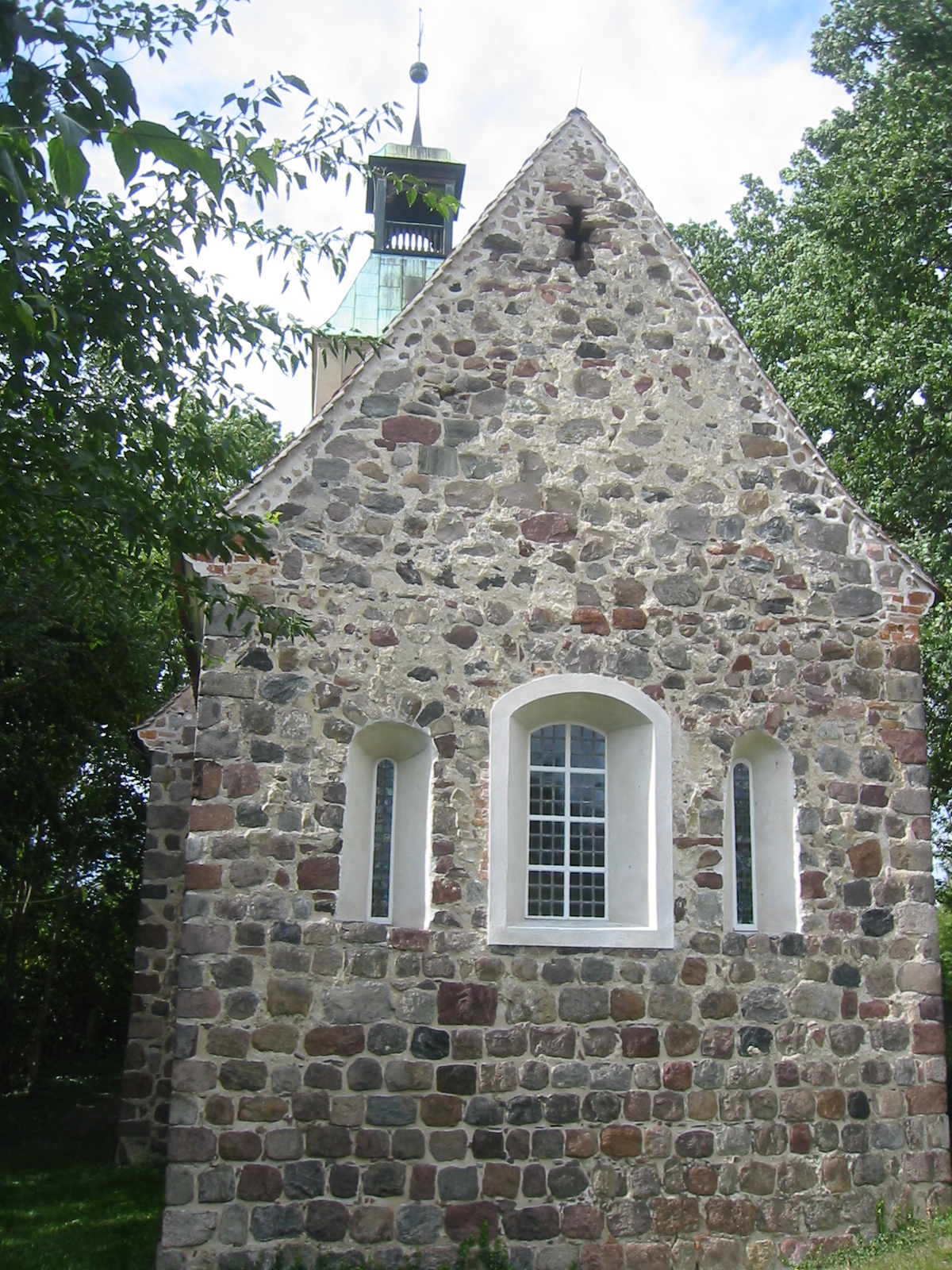
Ostgiebel der Dorfkirche

Die Dorfkirche Ruhlsdorf ist ein Sakralbau aus dem 13. Jahrhundert im gleichnamigen Ortsteil der Stadt Teltow im Landkreis Potsdam-Mittelmark.

## Architektur und Geschichte
Die Kirche entstand vermutlich gegen Ende des 13. Jahrhunderts am östlichen Ende des Dorfangers auf einer Anhöhe neben dem Gutsteich. Das Gebäude ist ein unverputzter, gequaderter Feldsteinbau mit einem Satteldach sowie zwei Fledermausgauben, dessen Schiff rund 12,10 m lang und rund 8,40 m breit ist. Es ist mit einer schlichten, grau gestrichenen Holzdecke ausgestattet, während im Chor freiliegende Balken auf einer bemalten Flachdecke zu sehen sind. Auf eine Apsis wurde zu Gunsten einer schlichten Ostwand mit drei Fenstern verzichtet. Auffällig ist, dass die erste Lage der Quaderseite vergleichsweise groß ist. Durch unterschiedliche Höhen der Steine erfolgt erst mit der zweiten, aus deutlich kleineren Steinen gefertigten Lage ein gleiches Niveau. Der eingezogene Rechteckchor hat die Abmessungen 7,20 m × 6,40 m. 
Der hell verputzte Westturm mit vier Klangarkaden wurde erst um 1759 erbaut, worauf am westlichen Portal die Jahreszahl „1759“ hinweist. Der Abschluss ist mit einer Kugel, einer Windfahne und einem Stern ausgeführt. Im Turm befindet sich auch der Eingang zur Patronatsloge. Am 21. Juli 1783 wurde der Turm durch einen Blitzeinschlag zerstört und vom Teltower Bürger Peter Eichelkraut wieder errichtet. 
Die flachbogigen Fenster am Chor und im Schiff sind deutlich vergrößert und müssen daher erst zu einem späteren Zeitpunkt eingebaut worden sein. Ursprünglich waren die Fenster mit einem Rundbogen ausgestaltet und deutlich schmaler. Eines dieser Fenster befindet sich nördlich am Schiff sowie zwei weitere an der Ostwand. Eine kreuzförmige Öffnung befindet sich im Giebel. Auf der Südseite des Schiffes und am seitlichen Chor sind zwei zugemauerte Fenster erkennbar. Hinzu kommt eine rundbogige Nische in der Chorwand. 
In den Jahren 1929 und 1930 entstehen der Nordanbau sowie die Vorhalle mit einer Orgelempore sowie einem Heizkeller. Im Zuge dieser Baumaßnahmen wurde auch das Oberteil des Turmes komplett erneuert. 1931 entdeckte man zwei Weihekreuze. Sie sind in rot/weiß in Scheibenform ausgeführt und befinden sich im Chor sowie an der südlichen Schiffswand. 1984 erfolgte eine Renovierung der nördlichen Vorhalle, 2002 wurde die Kanzel renoviert. Zwei Jahre später ersetzte man schadhafte Ziegel im Dach. Dabei wurden auch die Traufgesimse erneuert sowie der Blitzschutz modernisiert. 2005 erfolgte ein Anstrich des Innenraums sowie der Bänke und Türen in einem schlichten Hellgrau.
Im Innern findet man einen Ziegelfußboden sowie einen hohen, runden Chorbogen zwischen Schiff und Chor. Sie wirkt hierdurch eher romanisch, während die Fenster eher frühgotisch ausgestaltet sind. Zwischen dem Turm und dem Schiff befindet sich ein weiterer runder, barocker Verbindungsbogen, der heute mit einer Holzwand verkleidet ist. Die Ostseite ist mit einer holzverkleideten Sakramentsnische ausgestattet, dessen Zugang über eine alte Holztür erfolgt.

## Ausstattung

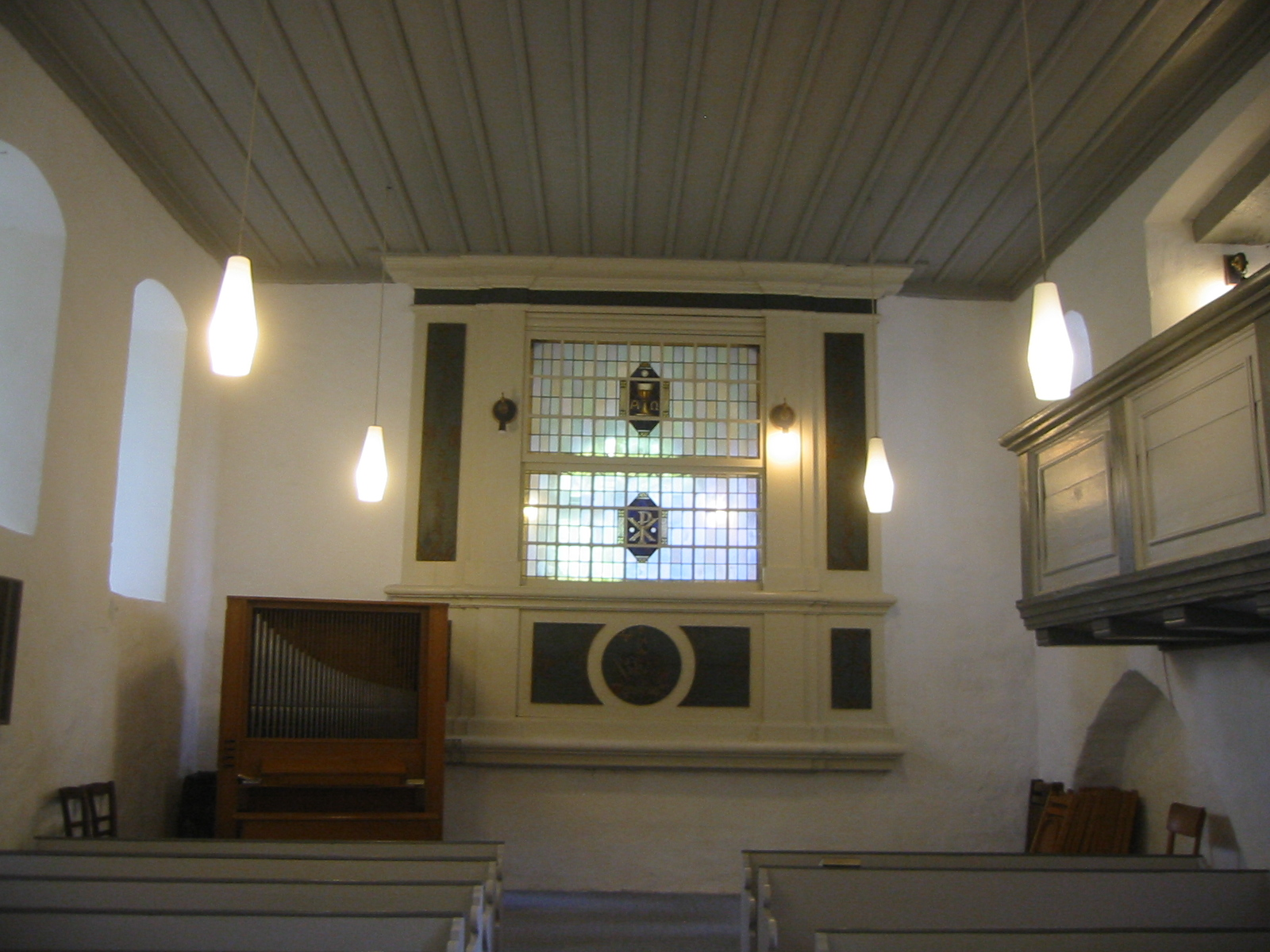
Patronatsloge

Der Altar ist schlicht gehalten, das Altarretabel stammt aus der ersten Hälfte des 20. Jahrhunderts. Nach Angaben des Dehio-Handbuchs sollen die Tafelbilder aus dem frühen 16. Jahrhundert stammen. Allerdings fand die Gemeinde Rechnungen eines Künstlers, die darauf schließen lassen, dass die Bilder eher um 1931 angefertigt wurden. Die Bilder zeigen Jesus Christus sowie die vier Apostel Johannes, Paulus, Jakob und Petrus. Die Kanzel zeigt in rundbogigen Feldern Jesus Christus sowie die vier Evangelisten und ist inschriftlich auf das Jahr 1594 datiert. Die Engelköpfe in den Bogenzwickeln kamen zu einem späteren Zeitpunkt hinzu. Die Kanzel wurde in den vergangenen Jahrhunderten mehrfach an- und abmontiert, so dass das Geländer und der Fuß nicht mehr original erhalten sind. Gleiches gilt für die Verzierungen des Schalldeckels. Die Südempore existiert im Gegensatz zur noch vorhandenen Nordempore nicht mehr. Dafür ist die Patronatsloge erhalten geblieben.
Zur Ausstattung gehören weiterhin eine Zinntaufschale mit einem Durchmesser von rund 30 cm aus dem Jahr 1814 sowie zwei rund 39 cm hohe Zinnleuchter aus 1816.
Das Geläut besteht aus zwei Glocken.

## Kirchengelände
Sehenswert sind die Gräber der Familien von Stockheim, Böttger, Romanus und Bouvier. Letztere waren die Besitzer des Gutes, welches an die Kirche angrenzt. Aus dem Jahr 1791 stammt das Grabmal von Joh. Siegfried Boettger und seiner Schwiegereltern, dem Pfarrer Joh. Christoph Sturm sowie seiner Frau Maria Elisabeth (geb. Lunte). Es steht links neben dem Eingang zur Kirche. Einige Meter weiter befindet sich ein Denkmal für die Gefallenen des Ersten Weltkrieges. Es wurde von der Kriegerkameradschaft errichtet.